# Antonius Perizonius
Antonius Perizonius (auch Anton Perizonius, eigentlich Anton Voorbroek, * 1626 in Lippe; † 24. Oktober 1672 in Deventer) war ein deutscher reformierter Theologe.

## Leben und Werk
Antonius Perizonius war der Sohn von Anton Voorbroek, dem Hofprediger des Grafen von Lippe und späterem Pfarrer von Kassel.
Antonius Perizonius studierte in Groningen und erwarb dort 1653 seinen Dr. theol. Hier vergriechischte der Universitätsrektor seinen Nachnamen Voorbroek (mit broek: eigentlich der Sumpf- oder Moorgrund) als altdeutsch bruoch („die Hose“) zu altgriechisch Perizonius. Um 1650 wurde Perizonius Rektor der Lateinschule von Appingedam. Ab 1655 wirkte er als Prediger und Professor für Theologie und hebräische Sprache in Hamm (Westfalen). Ab 1661 wirkte er als Professor für Theologie und altorientalische Sprachen in Deventer.
Antonius Perizonius regte eine Reform der theologischen Studien an, als deren innersten Kern er die Lektüre der Heiligen Schrift ansah.